# Села-при-Югорю
Села-при-Югорю (словен. Sela pri Jugorju) — поселення в общині Метлика, регіон Південно-Східна Словенія, Словенія.